# Openbaar vervoer in Den Helder
Het openbaar vervoer in Den Helder bestaat uit een treinverbinding van de spoorlijn Den Helder - Amsterdam van de Nederlandse Spoorwegen, verschillende stads- en streekbussen van Connexxion en de veerboot naar Texel.

## Treinen
De gemeente Den Helder telt twee treinstations: Den Helder en Den Helder Zuid. In de treindienstregeling 2025 stoppen de volgende treinseries tweemaal per uur op deze stations:
| Serie | Treinsoort     | Route | Bijzonderheden |
| ----- | -------------- | --- | --- |
| 2700  | Intercity (NS) | Maastricht – Sittard – Roermond – Weert – Eindhoven Centraal – 's-Hertogenbosch – Utrecht Centraal – Amsterdam Centraal – Alkmaar – (Den Helder Zuid – Den Helder)              | Rijdt van maandag t/m donderdag tot 20:00 uur tussen Alkmaar en Maastricht. Rijdt op vrijdag en in het weekend enkel tussen Alkmaar en Amsterdam Centraal. Tijdens de spits rijden 2 ritten in spitsrichting door van/naar Den Helder. Rijdt niet 's avonds na 20:00. Wordt na 20:00 uur, op vrijdag en in het weekend tussen Amsterdam Centraal en Maastricht vervangen door intercity 2900. |
| 3000  | Intercity (NS) | Nijmegen – Arnhem Centraal – Ede-Wageningen – Veenendaal-De Klomp – Driebergen-Zeist – Utrecht Centraal – Amsterdam Centraal – Zaandam – Alkmaar – Den Helder Zuid – Den Helder | Veenendaal-De Klomp wordt alleen na 19:00 bediend door deze serie. |

De laatste trein naar Den Helder is op vrijdag en zaterdag de sprinter uit Rhenen en de laatste trein vanuit Den Helder is de sprinter naar Amsterdam Centraal.

## Bussen

### Dienstregeling
Den Helder telt vijf stadslijnen, twee streeklijnen en één zomerlijn. Alle lijnen worden gereden door Connexxion met lagevloerbussen. Connexxion rijdt in opdracht van de provincie Noord-Holland in het concessiegebied Noord-Holland Noord.
| Lijn         | Route                                        | Via                                                                               | Bijzonderheden                   |
| ------------ | -------------------------------------------- | --------------------------------------------------------------------------------- | -------------------------------- |
| Stadslijnen  |                                              |                                                                                   |                                  |
| 31           | Station Den Helder - Station Den Helder Zuid | Centrum, Nieuw-Den Helder, Oud-Den Helder                                         |                                  |
| 32           | Station Den Helder - Nieuw-Den Helder        |                                                                                   |                                  |
| 33           | Station Den Helder - Steiger TESO            |                                                                                   |                                  |
| 34           | Station Den Helder - Station Den Helder Zuid | De Schooten                                                                       |                                  |
| 37           | Station Den Helder - Huisduinen              | Centrum, Noordwest Ziekenhuisgroep                                                |                                  |
| Streeklijnen |                                              |                                                                                   |                                  |
| 30           | Station Den Helder - Station Schagen         | Noordwest Ziekenhuisgroep, Nieuw-Den Helder, Station Den Helder Zuid, Julianadorp |                                  |
| 135          | Station Den Helder - Station Hoorn           | Hippolytushoef, Den Oever, Wieringerwerf, Middenmeer, Abbekerk                    |                                  |
| Kustbus      |                                              |                                                                                   |                                  |
| 851          | Station Den Helder - Petten, Plein 1945      | Julianadorp, Callantsoog, Sint Maartenszee                                        | Rijdt alleen in de zomermaanden. |

### Historie
Tot de Tweede Wereldoorlog verzorgden respectievelijk de firma Heermans (1925), firma Koningsbruggen (1932) en firma H.J.W. van der Wijst (1937) het stadsvervoer in Den Helder. Deze laatste bleef dit tot 1971 toen gemeente Den Helder het bedrijf overnam. Het kreeg toen de naam Autobusonderneming Den Helder (AODH) en kwam onder beheer van NACO, vanaf 1972 NZH. In 1982 ging AODH op in NZH en NZH werd in 1999 Connexxion.
Naast het stadsvervoer waren er ook bedrijven die streekvervoer aanboden. Zo waren er de bedrijven Naastepad en Prins die later samen verder gingen als Atbonta. Dit bedrijf ging in 1941 op in de Westfriesche Auto Car Onderneming (WACO). Firma Noord-Holland verzorgde een lijndienst naar Alkmaar. Beide bedrijven ging op in de NACO.